# Gabriel Csepcsányi
Gabriel Csepcsányi (17. června 1775 Eger, Uhersko – 5. února 1841 Bratislava, Rakouské císařství) byl maďarsko-slovenský profesor matematiky.
Gabriel Csepcsányi se narodil v maďarském Egeru. Pocházel z turčianské zemanské rodiny, vstoupil do piaristického řádu, ale později řeholi opustil. Působil jako profesor matematiky na královských akademiích v Košicích a poté mezi lety 1810-1831 v Bratislavě. Je autorem učebnic matematiky a dále civilního a vodního stavitelství. Zemřel 5. února 1841 v Bratislavě.